# لورنزو پلگرینی
 لورنزو پلگرینی (ایتالیایی: (loˈrɛntso pelleˈɡriːni؛ زادهٔ ۱۹ ژوئن ۱۹۹۶) یک بازیکن حرفه‌ای فوتبال اهل ایتالیا است که در پست هافبک هجومی برای باشگاه آ.س رم، که کاپیتان آن است، و تیم ملی فوتبال ایتالیا بازی می‌کند.
پلگرینی پرورش‌یافته آکادمی رم است که در سال ۲۰۰۷ به این باشگاه پیوست و اولین بازی خود را در سال ۲۰۱۵ برای بزرگسالان انجام داد. او در اواخر همان سال راهی ساسولو شد، جایی که قبل از بازگشتش در ژوئیه ۲۰۱۷ به رم، بیش از پنجاه بازی در تمام مسابقات برای ساسولو انجام داد.

## دوران باشگاهی

### رم
پلگرینی در رم متولد شده و درحالی که در جوانی از آریتمی رنج می‌برد در سن ۹ سالگی به آکادمی جوانان تیم رم پیوست.  او که قبلاً با باشگاه در لیگ جوانان یوفا حضور پیدا کرده بود، اولین بازی رسمی خود را برای برزگسالان رم در سن ۱۸ سالگی توسط سرمربی وقت رودی گارسیا در ۲۲ مارس ۲۰۱۵ به عنوان بازیکن تعویضی به جای صالح اوچان در نیمه دوم در برد ۱–۰ مقابل چزنا در سری آ انجام داد.

### ساسولو
در ۳۰ ژوئن ۲۰۱۵، پلگرینی با مبلغ ۱٫۲۵ میلیون یورو با ساسولو دیگر تیم حاضر در سری آ قرارداد امضا کرد. در مفاد قرارداد این انتقال، رم یک بند امکان بازخرید را لحاظ کرد که این فرصت را به باشگاه داد تا بتواند در صورت نیاز در آینده پلگرینی را دوباره خریداری کند. او اولین بازی خود را برای این باشگاه در ۸ نوامبر ۲۰۱۵ انجام داد که شروع آن با یک برد ۱–۰ در لیگ مقابل کارپی بود و اولین گل خود را در ماه بعد در جریان  پیروزی ۳–۰ مقابل سمپدوریا به ثمر رساند. او در نهایت ۲۰ بازی در آن فصل انجام داد، از جمله یک بازی در کوپا ایتالیا و سه گل نیز به ثمر رساند. در طول فصل ۱۷–۲۰۱۶ ، پلگرینی با ثبت ۶ گل و ۴ پاس گل تا ۱۰ آوریل ۲۰۱۷، به جوانترین بازیکنی تبدیل شد که در یک فصل سری آ ۱۰ گل زده است او ۳۴ بازی در تمام رقابت‌ها انجام داد و ۸ گل به ثمر رساند و ۷ پاس گل داد و در پایان فصل دوباره برای رم قرارداد امضا کرد.

## آمار ملی

### بازی‌های ملی
تا تاریخ ۱۲ آوریل ۲۰۲۴
| تیم ملی | سال   | بازی | گل |
| ------- | ----- | ---- | -- |
| ایتالیا |       |      |    |
| ۲۰۱۷    | ۱     | ۰    |    |
| ۲۰۱۸    | ۸     | ۰    |    |
| ۲۰۱۹    | ۳     | ۱    |    |
| ۲۰۲۰    | ۳     | ۱    |    |
| ۲۰۲۱    | ۵     | ۱    |    |
| ۲۰۲۲    | ۴     | ۲    |    |
| ۲۰۲۳    | ۲     | ۰    |    |
| ۲۰۲۴    | ۲     | ۱    |    |
| مجموع   | مجموع | ۲۸   | ۶  |

### گل‌های ملی
| شماره | تاریخ          | میزبان  | بازی ملی | حریف     | نتیجه | رقابت                         |
| ----- | -------------- | ------- | -------- | -------- | ----- | ----------------------------- |
| ۱     | ۵ سپتامبر ۲۰۱۹ | ایروان  | ۱۱       | ارمنستان | ۳–۱   | مقدماتی جام ملت‌های اروپا ۲۰۲۰ |
| ۲     | ۱۴ اکتبر ۲۰۲۰  | برگامو  | ۱۵       | هلند     | ۱–۱   | لیگ ملت‌های اروپا ۲۱–۲۰۲۰      |
| ۳     | ۶ اکتبر ۲۰۲۱   | میلان   | ۱۹       | اسپانیا  | ۱–۲   | لیگ ملت‌های اروپا ۲۱–۲۰۲۰      |
| ۴     | ۴ ژوئن ۲۰۲۲    | بولونیا | ۲۲       | آلمان    | ۱–۱   | لیگ ملت‌های اروپا ۲۳–۲۰۲۲      |
| ۵     | ۷ ژوئن ۲۰۲۲    | چزنا    | ۲۳       | مجارستان | ۲–۱   | لیگ ملت‌های اروپا ۲۳–۲۰۲۲      |